# Młodzieżowe Indywidualne Mistrzostwa Szwecji na Żużlu 2008
Młodzieżowe Indywidualne Mistrzostwa Szwecji na Żużlu 2008 – cykl turniejów żużlowych, mających wyłonić najlepszych szwedzkich żużlowców w kategorii do 21 lat, w sezonie 2008. Tytuł wywalczył Ricky Kling.

## Finał
- Avesta, 26 września 2008

| Msc. | Zawodnik           | Klub           | Pkt    |             |  |
| ---- | ------------------ | -------------- | ------ | ----------- |  |
| 1    | Ricky Kling        | Gnistorna      | 12 +3  | (3,2,2,2,3) |  |
| 2    | Simon Gustafsson   | Indianerna     | 13 +2  | (2,3,3,3,2) |  |
| 3    | Ludvig Lindgren    | Örnarna        | 8 +3+1 | (0,3,1,2,2) |  |
| 4    | Kim Nilsson        | Hammarby       | 11 +0  | (2,0,3,3,3) |  |
| 5    | Linus Eklöf        | Team Bikab     | 10 +2  | (3,3,2,1,1) |  |
| 6    | Linus Sundström    | Piraterna      | 11 +1  | (1,2,3,2,3) |  |
| 7    | Billy Forsberg     | Västervik      | 11 +w  | (1,3,1,3,3) |  |
| 8    | Robin Aspegren     | Elit Vetlanda  | 8      | (3,1,1,1,2) |  |
| 9    | Dennis Andersson   | MasarnaAvesta  | 8      | (2,2,2,2,0) |  |
| 10   | Andreas Messing    | Rospiggarna    | 6      | (3,0,3,d,–) |  |
| 11   | Anton Rosén        | Team Dalakraft | 5      | (1,2,0,1,1) |  |
| 12   | Robert Henderson   | Filbyterna     | 4      | (t,0,1,3,0) |  |
| 13   | Robert Pettersson  | Lejonen        | 4      | (1,1,2,0,0) |  |
| 14   | rez. Christian Agö | Dackarna       | 4      | (2,0,1,1)   |  |
| 15   | Anders Mellgren    | Valsarna       | 3      | (0,1,0,0,2) |  |
| 16   | Henrik Karlsson    | Smederna       | 2      | (0,1,t,0,1) |  |
| 17   | rez. David Rohlen  | Indianerna     | 0      | (0,0)       |  |
| 18   | Christian Isomettä | Dackarna       | 0      | (0,w,–,–,–) |  |

Bieg po biegu:
1. Aspegren, Ago (Henderson t), Rosen, Karlsson
2. Kling, Gustafsson, Sundström, Isometta
3. Eklöf, Nilsson, Pettersson, Lindgren
4. Messing, Andersson, Forsberg, Mellgren
5. Lindgren, Kling, Karlsson, Messing
6. Gustafsson, Andersson, Pettersson, Henderson
7. Eklöf, Rosen, Mellgren, Isometta (u/w)
8. Forsberg, Sundström, Aspegren, Nilsson
9. Gustafsson, Eklöf, Forsberg, Rohlen (Karlsson t)
10. Nilsson, Kling, Henderson, Mellgren
11. Sundström, Andersson, Lindgren, Rosen
12. Messing, Pettersson, Aspegren, Ago
13. Nilsson, Andersson, Ago, Karlsson
14. Henderson, Sundström, Eklöf, Messing (d)
15. Forsberg, Kling, Rosen, Pettersson
16. Gustafsson, Lindgren, Aspegren, Mellgren
17. Sundström, Mellgren, Karlsson, Pettersson
18. Forsberg, Lindgren, Ago, Henderson
19. Nilsson, Gustafsson, Rosen, Rohlen
20. Kling, Aspegren, Eklöf, Andersson
21. Półfinał (miejsca 4-7, najlepszy do finału): Lindgren, Eklöf, Sundström, Forsberg (u/w)
22. Finał (miejsca 1-3 i najlepszy z półfinału): Kling, Gustafsson, Lindgren, Nilsson